# Jean-Benjamin de La Borde
Jean-Benjamin de La Borde, född den 5 september 1734 i Paris, död där genom avrättning den 22 juli 1794, var en fransk kompositör och historiker.
La Borde var lärjunge till Jean-Philippe Rameau. Hans stora arbete Essai sur la musique ancienne et moderne (14 band, 1780) kom att få stor betydelse som musikhistoriskt verk. Han komponerade flera komiska operor samt utgav Choix de chansons mises en musique (14 band, 1773).